# Dromaeolus solitarius
Dromaeolus solitarius är en skalbaggsart som beskrevs av Sharp 1908. Dromaeolus solitarius ingår i släktet Dromaeolus och familjen halvknäppare. Inga underarter finns listade i Catalogue of Life.